# South Stack Lighthouse
South Stack Lighthouse ist ein Leuchtturm auf der kleinen Felseninsel South Stack vor der Holy Island bei Anglesey im Norden von Wales.
Der Leuchtturm ist das erste Leuchtfeuer, das Schiffe sehen, die sich in östlicher Richtung fahrend dem Hafen von Holyhead nähern. 1665 lehnte Charles II. den ersten Antrag auf Bau eines Leuchtturmes auf dem Felsvorsprung ab, weil er als zu teuer erachtet wurde. 1807 wurde von Kapitän Hugh Evans ein neuer Versuch unternommen, den Bau zu beginnen, doch auch dieser Vorstoß wurde zunächst ebenfalls als zu teuer abgelehnt. Evans ließ sich jedoch nicht entmutigen und begann um finanzielle Unterstützung für das Projekt zu werben Mit dieser Unterstützung legte er den Plan erneut vor und er wurde vom Trinity House angenommen. Die Planung des Leuchtturms begann 1808 und nach den Plänen des Architekten Daniel Alexander entstand 1809 in nur neun Monaten Bauzeit der Turm.
Die Steine des Turms wurden weitgehend auf South Stack selbst gewonnen, aber auch aus dem Penmon Steinbruch im Westen von Anglesey wurden Steine, vor allem für die Treppe, herangebracht. Die Baustelle wurde mit Booten und einer Seilbahn versorgt. Die Seilbahn, die zunächst nur Güter transportieren konnte, wurde verstärkt, um so auch Arbeiter auf die Insel bringen zu können und während der ersten fünf Jahre nutzten auch die Leuchtturmwärter dieses System, um zu ihrem Arbeitsplatz zu gelangen.
Die Seilbahn wurde durch eine einfache Hängebrücke aus Seilen ersetzt, die auf Betreiben von Kapitän Evans 1827 durch eine eiserne Hängebrücke ersetzt wurde. Diese Brücke wurde 1964 durch eine Brücke aus Aluminium ersetzt, die jedoch 1983 wegen Baufälligkeit geschlossen werden musste. 1997 wurde eine neue Brücke gebaut, die bis heute den Zugang für Besucher ermöglicht. Man erreicht die Brücke, die 21 m über dem Meer liegt, über eine Treppe mit 400 Stufen von der Oberkante der Klippen.

## Die Lampe
Der Leuchtturm wurde zuerst mit Argand Öllampen ausgestattet. Drei Seiten des Turms waren mit jeweils sieben Lampen mit einem Reflektor mit 54 cm Durchmesser ausgestattet. Die Lampen wurden durch einen Uhrwerkmechanismus gedreht, der eine volle Umdrehung der Lampen alle sechs Minuten sicherstellte. Es gab demnach alle zwei Minuten ein Lichtsignal von jeder der drei Seiten. Diese Anordnung wurde 1869 um weitere Lampen ergänzt, um die Leuchtkraft zu erhöhen. Aber gleichzeitig begann man, nach einem neuen System zu suchen, das dieses Lampensystem ersetzen konnte. Die Firma Chanche Brothers aus Smethwick in Birmingham, wurde schließlich damit beauftragt, ein neues Leuchtsignal zu bauen. Nun gab es nur noch eine Leuchte in der Mitte und darum drehten sich Fresnel-Linsen, die eine Umdrehung in sechs Minuten vollführten und jede Minute einen Lichtstrahl sendeten. Die neue Konstruktion sandte nun 80 % des erzeugten Lichts als Signal aus. Gleichzeitig mit der Lampe wurden auch die Fenster verändert. Die ursprünglichen Fenster wegen der Teilung durch horizontale und vertikale Streben nicht sehr viel Licht durchgelassen. Nun wurden Scheiben mit einem Rahmen in der Form eines geschliffenen Diamanten eingesetzt, die ebenfalls zur Erhöhung der Sichtbarkeit des Lichtes beitrugen. Als Lampe kam nun eine Petroleumlampe zum Einsatz. 1909 wurde die Lampe erneut verstärkt und nun kam eine Starklichtlampe zum Einsatz. Der Mechanismus, auf dem die Linsen rollten, wurde ebenfalls zu dieser Zeit ersetzt und die bisherigen Kugellager wurden durch eine Lagerung in Quecksilber ersetzt, das mit wesentlich weniger Widerstand eine Rotation mit einem Lichtstrahl alle zehn Sekunden ermöglichte. 1927 wurde die Lampe erneut verstärkt.
1938 wurde der Leuchtturm mit Dieselgeneratoren ausgestattet, die von nun an Lampen mit einer Leistung von 1000 Watt oder zwei Millionen Candela hatte und damit achtmal so stark war wie die bisherige Lampe. Die Dieselgeneratoren wurden in den 1960er Jahren durch einen Anschluss an das Stromnetz ersetzt. 1999 wurde die erste elektrische Lampenausstattung durch eine Halogenmetalldampflampe ersetzt. Die Lampe benötigt nur noch 150 Watt, liefert aber eine Lichtleistung von 467.000 Candela und ist damit  24 Seemeilen (37 km) weit zu sehen.
Der letzte Leuchtturmwärter auf South Stack stellte am 12. September 1983 seinen Dienst ein. Der Leuchtturm wird seitdem ferngesteuert.

## Das Nebelhorn

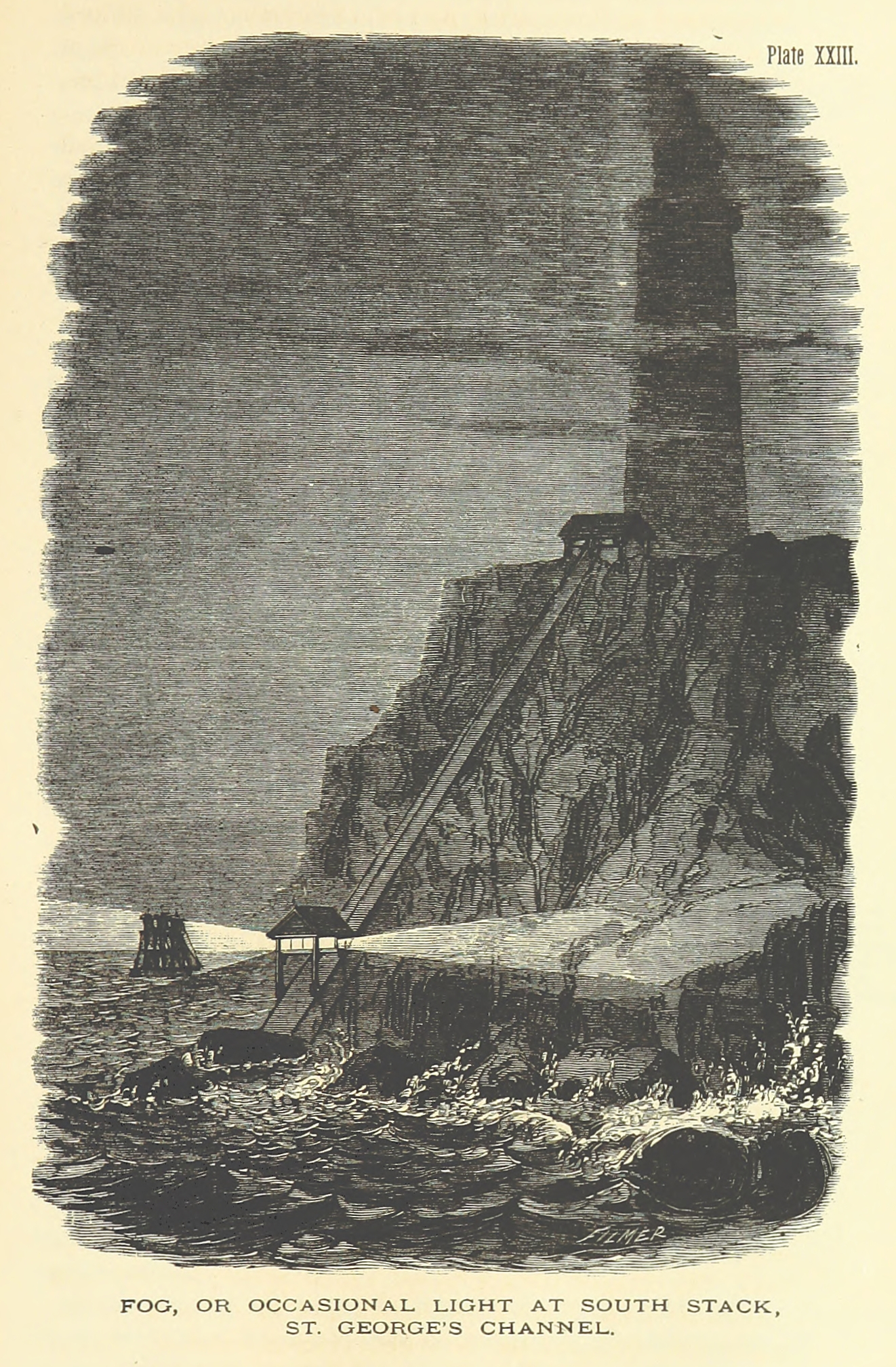
Abbildung des Leuchtturms mit der Rampe (1865)

Schon dem Initiator des Leuchtturms, Kapitain Evans, war die oftmals wetterbedingt schlechte Sicht als Problem bewusst. Er ließ eine kleine Rampe konstruieren, auf der eine aufmontierte Lampe bis auf 12 m über dem Meeresspiegel auf dem Festland nach unten gefahren werden konnte, und die so einen Lichtstrahl dichter über der Wasseroberfläche aussandte. Das System war bis 1908 in Gebrauch, als die stärkeren Lampen es überflüssig machten.
1854 wurde eine Glocke auf der Westseite der Insel installiert. Die Glocke, eine der größten in Großbritannien, wurde von einem Uhrwerkmechanismus geschlagen. Aber Salzwasser und Wettereinflüsse hatten zur Folge, dass der Mechanismus sehr unzuverlässig war. Eine Schutzhütte brachte nur wenig Besserung. Zur Unterstützung wurde eine Kanone als zweites Signal am nahen North Stack stationiert. Diese Warnsignale wurden 1908 durch eine Sirene auf South Stack ersetzt. Zusätzlich kam eine Glocke zum Einsatz, die unter Wasser nördlich von South Stack installiert wurde, und von dort auch mit Strom versorgt wurde. Diese Glocke erwies sich aber als sehr störanfällig und das System wurde 1927 eingestellt. Zwischen 1936 und 1938 installierte man ein Nebelhorn, das mit der Hilfe von Dieselgeneratoren betrieben wurde. Die Generatoren wurden durch die Anbindung an das Stromnetz ersetzt.

## Die Telegraphenstation
1861 wurde eine Telegraphenstation auf der Insel eingerichtet, die optische Signale von Schiffen aufnahm und sie dann nach Liverpool weiterleiten konnte. Die Station wurde 1914 mit dem Ausbruch des Ersten Weltkrieges, wie alle ähnlichen Stationen geschlossen, doch im Gegensatz zu anderen nach dem Krieg nicht wiedereröffnet.